# Gamburger Tunnel
Der Gamburger Tunnel ist ein Eisenbahntunnel der Bahnstrecke Lauda–Wertheim im Main-Tauber-Kreis in Baden-Württemberg. Die Länge des Tunnels beträgt 195 Meter von Bahnstrecken-Kilometer 19,263 bis 19,464. Er steht als Teil der Sachgesamtheit "Badische Taubertalbahn" unter Denkmalschutz.

## Lage
Der Eisenbahntunnel führt durch die Lindhelle am Neuberg bei Gamburg. Nach dem Ostportal (Lage) führt die Strecke unmittelbar in den Bahnhof Gamburg und nach dem Westportal (Lage) in Richtung der Wertheimer Ortschaft Bronnbach.
Beide Portale befinden sich auf der Gemarkung des Werbacher Ortsteils Gamburg.
Er ist der erste von insgesamt drei Tunneln auf der Bahnstrecke Lauda–Wertheim (neben dem Bronnbacher Tunnel und dem Reicholzheimer Tunnel, auch Waldenhausener Tunnel genannt). Eine im Tunnel liegende Weiche stellt eine Besonderheit des Gamburger Tunnels dar.

## Geschichte
Der Tunnel war für ein zweites Streckengleis ausgelegt, das aber nie gebaut wurde. Im Zweiten Weltkrieg, etwa ab dem Jahr 1944, wurde das nicht benötigte Planum vom Ausbesserungswerk Saarbrücken als Außenlager genutzt.